# Pietro Faby

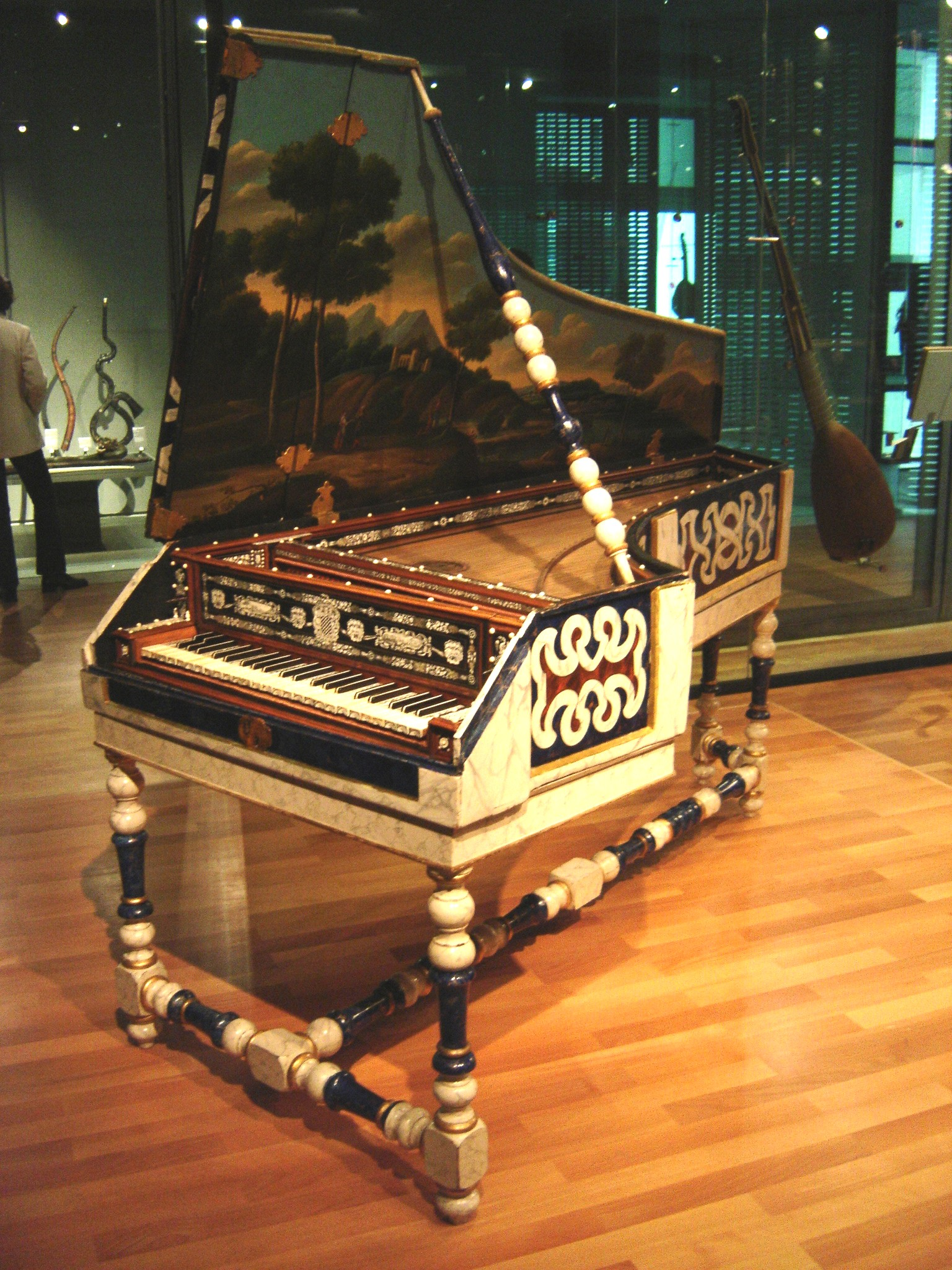
Clavecin de 1677

Pietro Faby est un facteur italien de clavecins actif à Paris au XVIIe siècle.
Il serait originaire de Bologne (il est aussi connu en sous le nom de Faby da Bologna) mais on ne sait presque rien de lui, si ce n'est qu'il a été actif au moins de 1658 à 1691.
Ed. Kottick signale cinq instruments de sa fabrication, à Milan (clavecin de 1658, collection privée) à Paris (au Musée de la musique : 2 clavecins de 1677 et 1681 et une épinette à l'octave) ainsi qu'à Trondheim en Norvège au Musée Ringve (épinette à l'octave de 1684).
La décoration du clavecin de 1677 réalisé pour un comte Pepoli, filleul de Louis XIV, est particulièrement somptueuse, avec imitation de marbre ; l'apparence visuelle s'éloigne de l'archétype de l'instrument italien.